# Brügg
Brügg es una comuna suiza del cantón de Berna, situada en el distrito administrativo de Biel/Bienne. Limita al norte con la comuna de Orpund, al este con Schwadernau y Aegerten, al sur con Port, y al oeste con Biel/Bienne.
Situada históricamente en el distrito de Nidau hasta el 31 de diciembre de 2009 tras su disolución.

## Transporte
- Línea de autobús hacia Biel/Bienne.
- Línea ferroviaria regional BLS Berna - Biel/Bienne.